# Galeazzo Campi

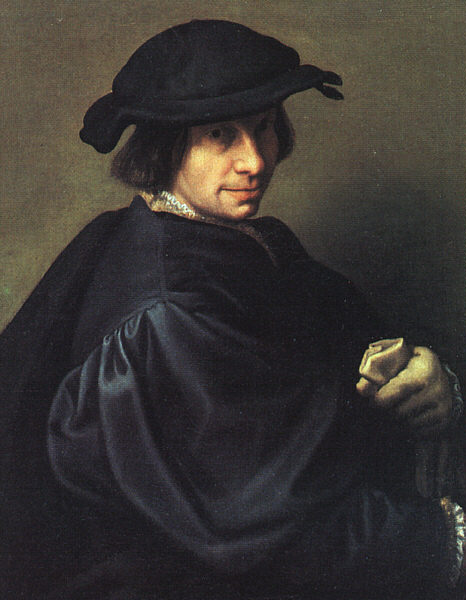
Retrato de Galeazzo Campi por su hijo Giulio Campi

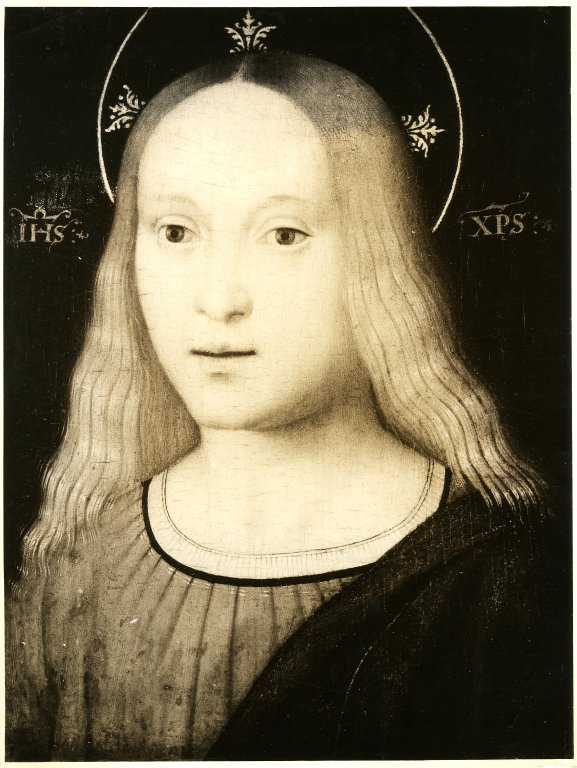
Retrato de Cristo joven, Brooklyn Museum

Galeazzo Campi (Cremona, hacia 1477 - Cremona. 1536) fue un pintor italiano del Renacimiento, activo en su ciudad natal de Cremona y patriarca de una dinastía de artistas. Hijos suyos fueron los también pintores Giulio, Antonio y Vincenzo Campi.

## Biografía
Nacido en Cremona, no hay seguridad absoluta acerca del año de su nacimiento, aunque la crítica tiende a situarlo hacia 1477, basándose en diversos indicios. Parece que su formación tuvo lugar en el taller de Boccaccio Boccaccino. De 1515 data su primera obra documentada, una tabla con la Resurrección de Lázaro para la iglesia de San Lazzaro en Cremona, ahora derruida. Queda constancia documental de otros encargos para iglesias de la ciudad, figurando pagos por obras lamentablemente perdidas.
Entre su primera producción cabe destacar el políptico de San Giovanni in Croce, que revela bien a las claras la deuda contraída con artistas como Lorenzo Costa y Perugino, con trazas de Andrea Mantegna. Otras obras algo posteriores parecen acercarle más a su maestro Boccaccino. Su estilo se suavizará un tanto y abandonará las rigideces de sus primeras obras para imbuirse de una paleta más cálida de derivación veneciana. En sus últimos años volverá a refugiarse en las formas arcaicas de su juventud, por lo que a la luz de sus obras conocidas, las innovaciones de su tiempo solo le afectaron superficialmente, inacapaz tal vez de entenderlas en profundidad. En todo caso, cabe destacar que Giorgio Vasari consideraba como sus trabajos más logrados obras que no han llegado hasta nuestros días.
Además de sus hijos, uno de sus más fieles discípulos y colaboradores fue el pintor Tommaso Aleni, cuya obra a veces resulta indistinguible de la de su maestro.

## Obras destacadas
- Retrato de Jesús joven, (1510-1515, Brooklyn Museum, NY)
- Políptico de San Giovanni in Croce
- Padre Eterno Bendiciendo (Pinacoteca de Cremona)
- Circuncisión (Colección Bagatti Valsecchi, Milán)
- Asunción de la Virgen (San Abbondio, Cremona)
- Políptico de Santa María Magdalena
- Virgen con el Niño (atribución dudosa, Ca d'Oro, Venecia)
- Virgen con el Niño y los santos Blas y Antonio (1517, Pinacoteca di Brera, Milán)
- Virgen con el Niño y los santos Sebastián y Roque (1518, San Sebastiano, Cremona)
- Virgen con el Niño (Museo Fitzwilliam, Cambridge)
- Virgen con Niño y santos (1519, Accademia Carrara, Bergamo)
- San Pedro entronizado con San Felipe y San Pablo (1528, iglesia parroquial de Solarolo Rainerio)